# Cellepora trirostrata
Cellepora trirostrata is een mosdiertjessoort uit de familie van de Celleporidae. De wetenschappelijke naam van de soort is voor het eerst geldig gepubliceerd in 1938 door Okada & Mawatari.